# ディスコ3
『ディスコ3』(Disco 3)は、ペット・ショップ・ボーイズの3枚目のリミックス・アルバム。

## 概要
『リリース』収録曲のリミックスおよびアルバム未収録曲を収録している。

## 収録曲
1. タイム・オン・マイ・ハンズ - Time on My Hands
2. ポジティブ・ロール・モデル - Positive Role Model
3. トライ・イット (アイム・イン・ラブ・ウィズ・ア・マリード・マン) - Try It (I'm in Love with a Married Man)
4. ロンドン (ザ・ラディカル・ブラックライト・エディット) - London (Thee Radikal Blaklite Edit)
5. サムバディ・エルスズ・ビジネス - Somebody Else's Business
6. ヒア (PSB・ニュー・エクステンデッド・ミックス) - Here (PSB New Extended Mix)
7. イフ・ルックス・クッド・キル - If Looks Could Kill
8. セクシー・ノーザナー (スーパーチャンボ・リミックス) - Sexy Northerner (Superchumbo Mix)
9. ホーム・アンド・ドライ (ブランク&ジョーンズ・リミックス) - Home and Dry (Blank & Jones Remix)
10. ロンドン (ジェニュイン・ピアノ・ミックス) - London (Genuine Piano Mix)